# Correia Pinto
Correia Pinto es un municipio brasileño del estado de Santa Catarina. Tiene una población estimada, en 2021, de 12 315 habitantes.

## Historia
La localidad fue fundada por el explorador y colonizador Antônio Correia Pinto de Macedo, quien llegó a la región en 1766 y fundó el pequeño pueblo cerca del Río Canoas. 
En julio de 1920, fue nombrado distrito y se emancipó el 10 de mayo de 1982.

## Economía
El municipio destaca en el rublo papelero, con tres fábricas instaladas en la ciudad: Klabin SA (pasta y papel), Kimberly-Clark (papel higiénico) y DMC papeles. También destaca la producción forestal y madera, con una gran área de reforestación (pino y eucalipto) en su territorio.
En el municipio se encuentra el Aeropuerto Regional Planalto Serrano.